# 釋天池
釋天池，（英語：Shih Tien-Chih），法名印慧，字號天池，台南市人，是台灣佛教四大名山高雄市阿蓮區大崗山舊超峰寺的第五任住持，2007年上任 。釋天池在佛教界擁有高學歷，曾在國立台灣大學化學研究所獲碩士學位，後來取得華梵大學東方人文思想研究所碩士及攻讀高雄師範大學成人教育研究所博士學位。

## 生平
釋天池年少曾就讀於臺南市北區開元國民小學與臺南市立成功國民中學。高中時就讀於基督長老教會創辦的臺南市私立長榮高級中學，故參加過禱告、唱詩歌，以及團契等活動。
出家前的老家位於台南市北區鄰近開元寺，超峰寺開山祖師義敏法師即是在開元寺受出家戒，天池法師的外婆在其出生前既在超峰寺出家，故自小便常與家人參加開元寺與超峰寺的活動與法會，襁褓期即結佛緣。大學就讀於東海大學化學系，後考入台灣大學化學研究所取得得碩士學位。服完兵役後，於超峰寺出家，34歲時依圓寂的法智法師遺囑接任住持，並於38歲時寺方舉行新任方丈陞座大典，正式成為超峰寺第五任方丈，民國102年5月續任大高雄佛教會第22屆理事。